# Theodoor van Thulden
Theodoor van Thulden ('s-Hertogenbosch, 9 agosto 1606 – 's-Hertogenbosch, 12 luglio 1669) è stato un pittore, disegnatore e incisore olandese del secolo d'oro.

## Biografia

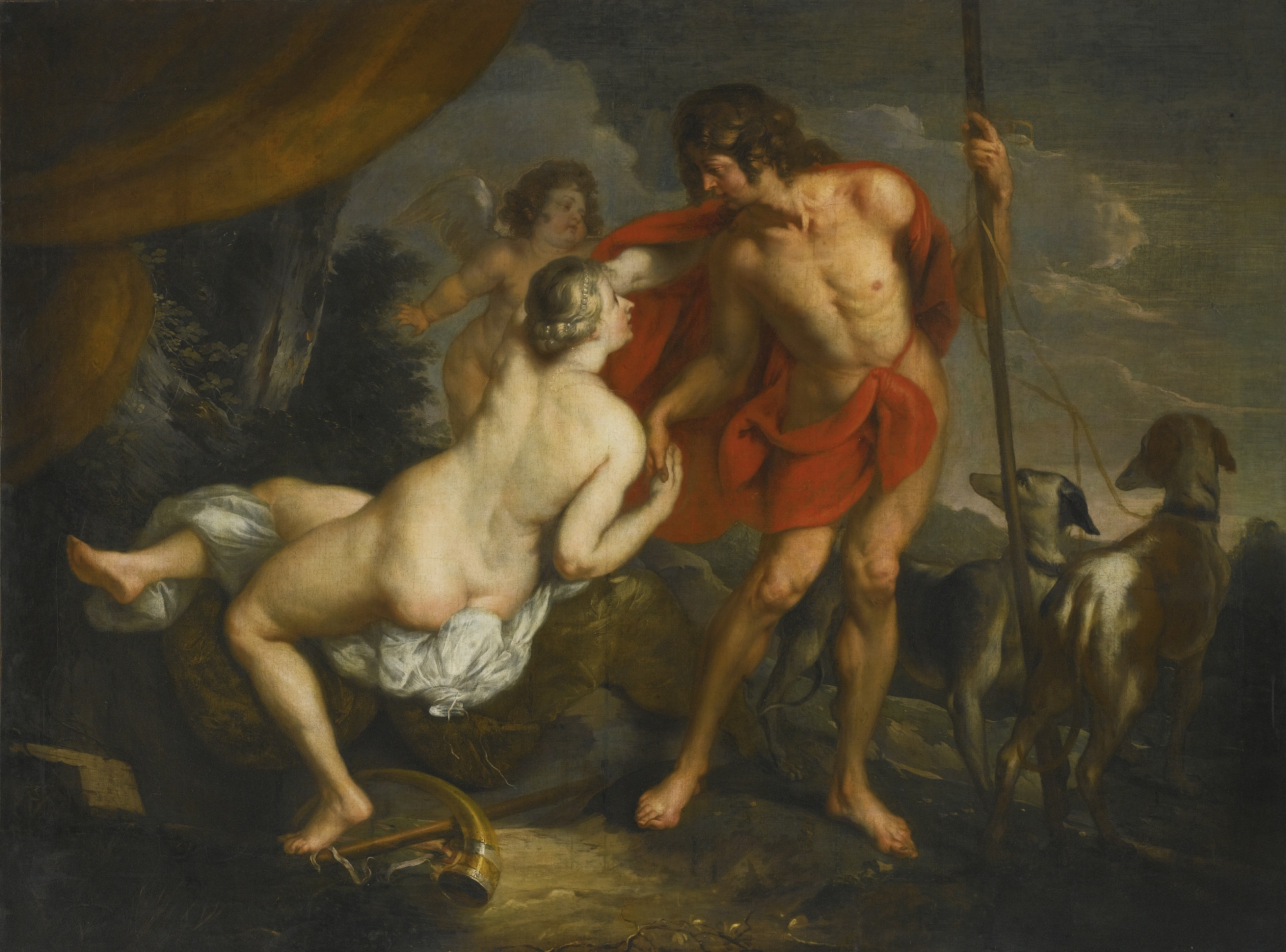
Venere ed Adone, collezione privata

Apparteneva ad una famiglia borghese cattolica di Oirschot presso 's-Hertogenbosch; fu apprendista di Abraham van Blijenberch e nel 1626 fu iscritto come maestro ad Anversa. Si formò forse presso Rubens, dal cui stile era già fortemente influenzato quando dipinse a Parigi per i Trinitari le Scene della vita di san Giovanni di Matha, lavori eseguiti tra il 1632 e il 1634 ed oggi perduti. Sempre a Parigi pubblicò due raccolte di incisioni dagli affreschi di Primaticcio a Fontainbleau.
Tornato ad Anversa, nel 1635 lavorò con Rubens nella decorazione cittadina per l'ingresso del cardinal infante, di cui eseguì anche le incisioni. Successivamente nel 1636 lavorò alla decorazione della Torre de la Parada.
Colpito da dissesti familiari ed economici, lasciò Anversa nel 1643 per stabilirsi a Oirschot e poi a 's-Hertogenbosch, dove restò fino alla morte nel 1669. Qui realizzò, tra il 1648 ed il 1651, le sue grandi composizioni per la Huis ten Bosch all'Aia, nonché, nel 1656, i cartoni delle vetrate per la Cattedrale di Santa Gudula a Bruxelles.
Di van Thulden sono noti solo tre ritratti, conservati nei musei di Bruxelles e di Tournai.
Dipinse varie scene religiose, tra cui si ricordano il Cristo alla Colonna e le Province fiamminghe onorano la Vergine Maria del 1654, ora a Vienna; dipinse inoltre numerose scene allegoriche e mitologiche, una quarantina delle quali firmate e datate, come Perseo libera Andromeda del 1664, ora al Museo di Belle Arti di Nancy, la Musica e l'Amore ai Musei reali dell'arte e della storia di Bruxelles, dove tenta con qualche impaccio di imitare Antoon van Dyck.
In generale la pittura di van Thulden segue fedelmente Rubens, senza possederne la forza, tendendo sempre al classicismo. Come disegnatore, dimostra di essere attratto soprattutto dal manierismo della prima scuola di Fontainebleau.